# Ulysse est revenu
Ulysse est revenu est un téléfilm français réalisé par Jean Dewever et diffusé en 1978.
Téléfilm expérimental construit sur trois niveaux : le tournage d'un film, la mythologie (histoire d'Ulysse) et l'interview d'un paysan agrobiologiste émigré.

## Synopsis
Dans le métro de Marseille, un acteur (Maxence Mailfort) répète son rôle d'Ulysse. Attiré par une jeune femme, dont le nom de plume est Calypso, il disparaît. Toute l'équipe l'attend sur le tournage, qu'il est à la fois réalisateur et acteur. Son assistante, qui est en réalité la déesse Athéna (Claude Jade) part à sa recherche. Parallèlement, Athéna interviewe un Grec. Ses parents ont fui la Grèce en 1922. Lui s'est installé en Afrique, où il a monté une affaire au Cameroun.
Vingt ans plus tard, il rentre en France, se marie, et achète une ferme à Roussillon (Vaucluse) où il fait de l'agriculture biologique et où sa femme fait du tissage. Discussion sur l'importance du retour à la terre, les bienfaits de l'agriculture biologique et les différences fondamentales entre les paysans et les citadins. Le leitmotif est la recherche d'Athéna et d'Ulysse pour Télémaque, qui est encore un acteur, interviewé par la journaliste, alias Athéna. Elle change ses rôles d'une seconde à l'autre...

## Distribution
- Claude Jade (Athéna)
- Maxence Mailfort (Ulysse)
- Antoine Campo (Télémaque)
- Catherine Alric (Calypso)
- Michel Vassiliadis
- Cécile Paoli